# Bruckmühl

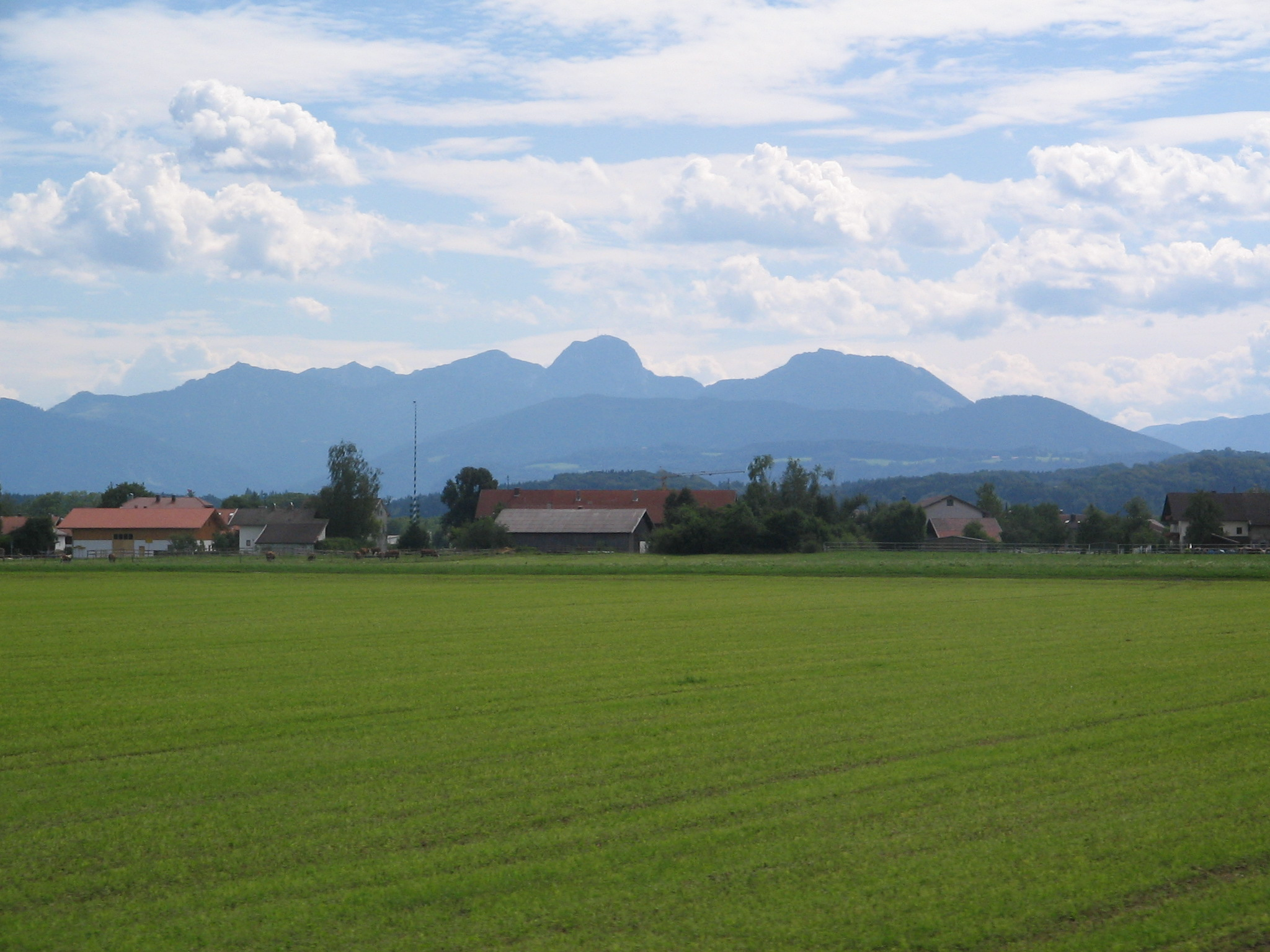
Bergpanorama

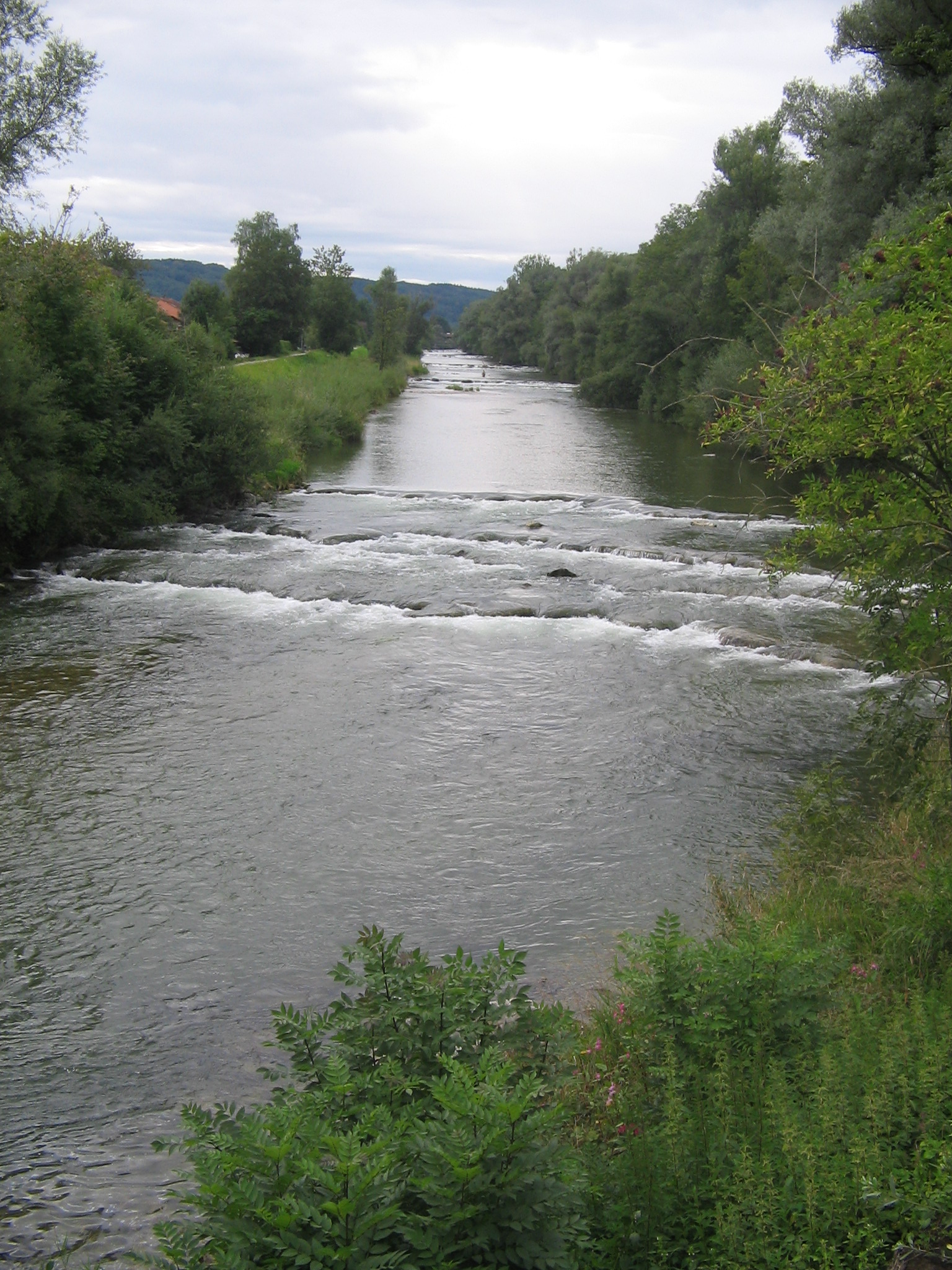
Mangfall bei Bruckmühl

Bruckmühl ist ein Markt im oberbayerischen Landkreis Rosenheim. Die Gemeinde gehört zum Amtsgerichtsbezirk Rosenheim im Landgerichtsbezirk Traunstein.

## Geographie

### Geographische Lage
Bruckmühl liegt im Mangfalltal. Die Mangfall durchfließt den Ort. Nachbargemeinden sind Bad Aibling, Tuntenhausen, Baiern, Feldkirchen-Westerham und Irschenberg. Nach Rosenheim sind es 18 km, zur  Anschlussstelle Irschenberg der Bundesautobahn 8 neun Kilometer und zur Landeshauptstadt München 43 km. Im Gemeindegebiet von Bruckmühl existieren vier Bahnhöfe an der Mangfalltalbahn.

### Gemeindegliederung
Bruckmühl hat 45 Gemeindeteile:
- Bergham
- Breitenberg
- Bruckmühl
- Buchen
- Ebersberg
- Ginsham
- Götting
- Heufeld
- Heufeldmühle
- Hinrichssegen
- Hirschberg
- Högling
- Hornau
- Jenkofen
- Kirchdorf am Haunpold
- Linden
- Maxhofen
- Mittenkirchen
- Nacken
- Noderwiechs
- Oberadlfurt
- Oberholzham
- Oberleiten
- Oberstaudhausen
- Oberwall
- Oed
- Orthofen
- Ried
- Schnürmann
- Sonnenleiten
- Sonnenwiechs
- Stachöd
- Thalham
- Unterholzham
- Unterleiten
- Unterstaudhausen
- Unterwall
- Voglried
- Waith
- Waldheim
- Weidach
- Weihenlinden
- Wiechs
- Wolfgraben
- Zum Winterblöcker

Es gibt die Gemarkungen Bruckmühl, Götting, Holzham und Madau.

### Natur
Folgende Schutzgebiete berühren das Gemeindegebiet:
- Landschaftsschutzgebiet Schutz des Landschaftsteiles "Benediktenfilze" im Gebiet des Marktes Bruckmühl und der Gemeinde Beyharting (LSG-00203.01)
- Landschaftsschutzgebiet LSG "Tuffberg südlich von Vagen" (LSG-00423.01)
- Fauna-Flora-Habitat-Gebiet Moore nördlich Bad Aibling (8038-372)
- Fauna-Flora-Habitat-Gebiet Leitzachtal (8237-371)

## Geschichte

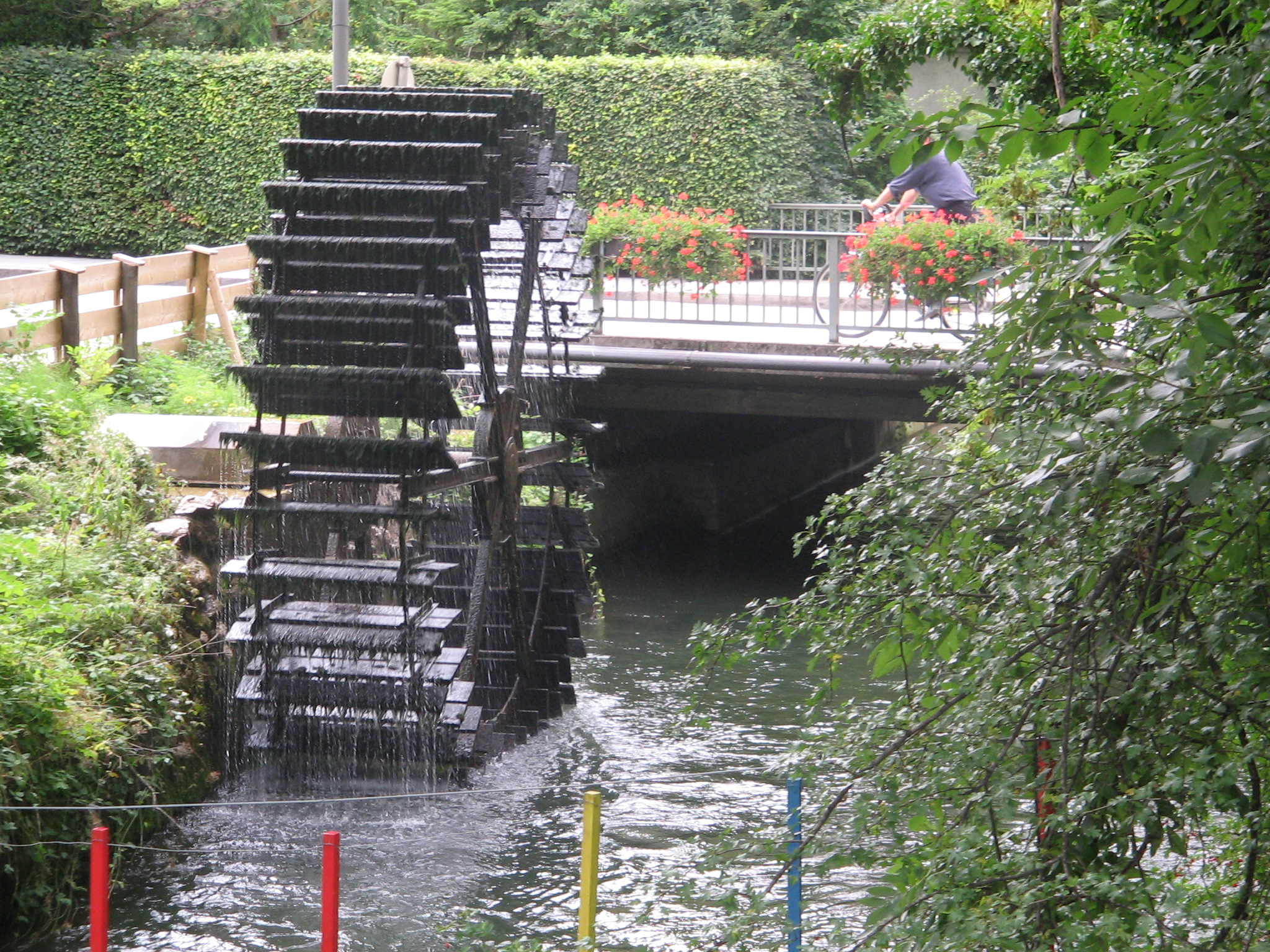
Mühlrad

### Bis zum 18. Jahrhundert
Das Gebiet des heutigen Marktes Bruckmühl im fruchtbaren Mangfalltal war schon lange vor der Zeitenwende Siedlungsgebiet, was Funde aus der ausgehenden Jungsteinzeit (um 3000 v. Chr.), Hügelgräber aus der Bronzezeit und keltische Hochäcker (bei Unterstaudhausen) bezeugen. Später führte durch das Mangfalltal eine Römerstraße. Es wird vermutet, dass die Orte, die auf -wiechs lauten (Wiechs, Sonnenwiechs, Noderwiechs) auf das lateinische „Vicus“ (dt. Dorf) zurückgehen und daher schon seit der Römerzeit existieren. Nach dem Ende der Römerzeit kamen die Bajuwaren um den Beginn des 6. Jahrhunderts in die Region und gründeten die auf -ing lautenden Orte wie Götting und Högling. Aus der Zeit wurden Reihengräber an mehreren Stellen des Gemeindegebiets gefunden. Im Mittelalter wurde auf der Berghamer Leite vom Geschlecht derer von Holnstain eine kleine Burganlage gebaut.
Die Mühle zu Bruck gilt als das erste und in der Folge auch namensgebende Gebäude von Bruckmühl im engeren Sinne. Dabei beschreibt der Begriff lediglich die Lage des Gebäudes, nämlich die Tatsache, dass die Mühle an der Brücke über die Mangfall liegt.
Wann genau die Mühle entstanden ist, ist nicht eindeutig belegt. Die erste urkundliche Erwähnung jedoch findet sich bereits in Übereignungsverträgen der Jahre 1325 und 1327. Die Chronisten gehen davon aus, dass die Mühle jedoch bereits lange vor diesen ersten urkundlichen Erwähnungen errichtet wurde und von Beginn an wirtschaftliche Bedeutung für die umliegenden Dörfer und Liegenschaften hatte.
Ursprünglich dürfte die Mühle zu Bruck direkt vom Wasser der Mangfall angetrieben worden sein, obschon sie am so genannten Mühlbach lange Zeit das älteste und einzige Haus des Marktes darstellte. Erst im 17. Jahrhundert siedelte sich neben der Mühle ein zweites Haus an.

### 19. und 20. Jahrhundert

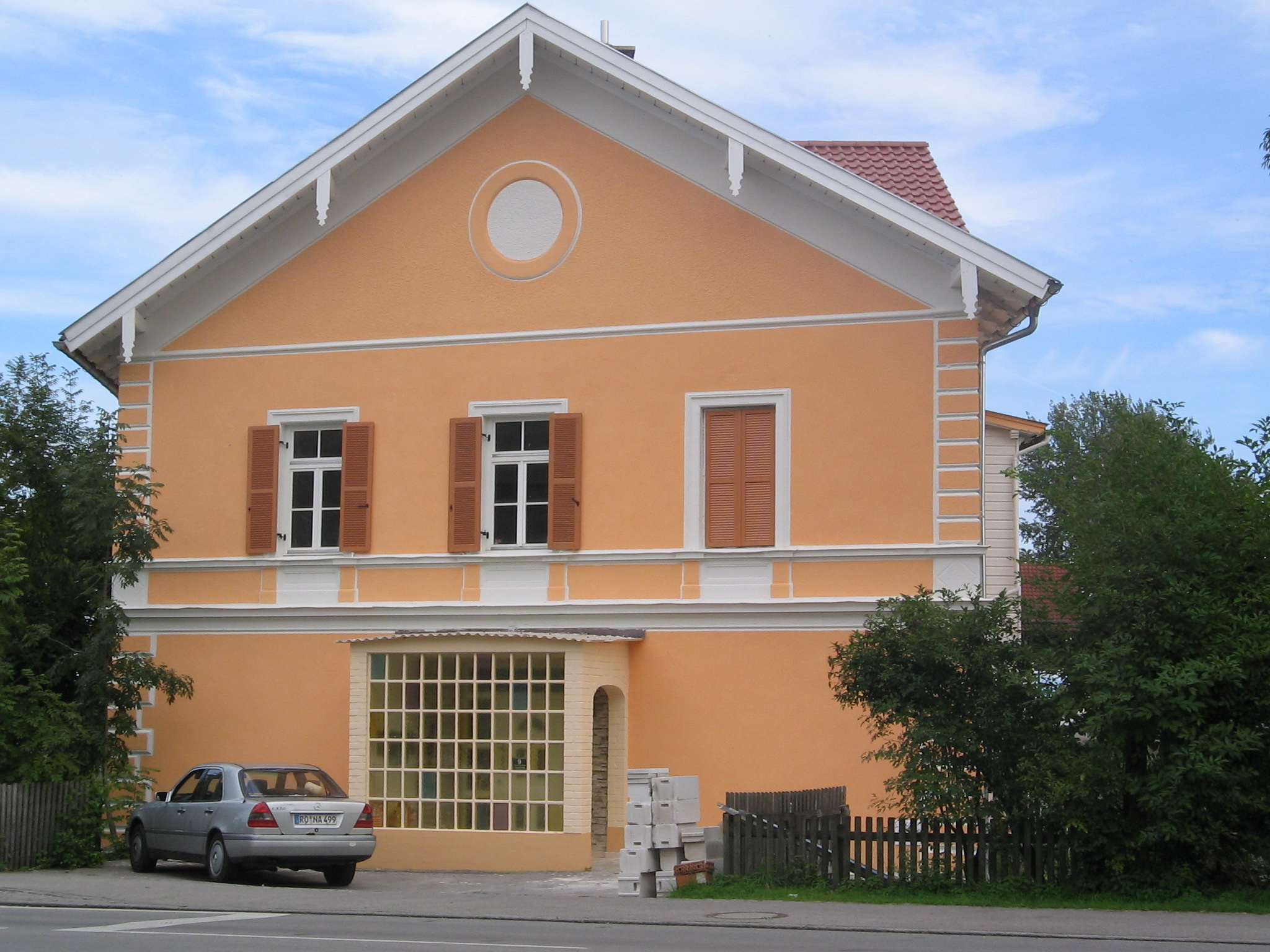
Missonihaus am Bahnübergang

Heute erinnert ein in den 1980er Jahren errichtetes Mühlrad an die Mühle, welches immer noch vom Mühlbach angetrieben wird, jedoch nur noch symbolischen Charakter hat. Ein Hinweis auf die Bedeutung der Mühle findet sich heute noch im Wappen des Marktes Bruckmühl, nämlich die Verwendung eines stilisierten Mühlsteines.
Mitte des 19. Jahrhunderts bestand Bruckmühl nur aus drei Häusern und gehörte zur politischen Gemeinde Kirchdorf. Die Eröffnung der Bahnstrecke Holzkirchen–Rosenheim am 31. Oktober 1857 führte jedoch zu stetigem Wachstum des Ortes. Zunächst war die Bahnlinie erst südlich entlang der Mangfall geplant, doch die Grundbesitzer wehrten sich dagegen und der Plan für die Eisenbahnstrecke musste erneuert werden. Das erste Eisenbahnunglück in der Gemeinde ereignete sich am 23. April 1915. Die Bahnschranken waren trotz des annähernden Zuges nicht geschlossen. Der Knecht des Jodelbauern von Mittenkirchen sollte Sägemehl holen und lief unachtsam über die Gleise. Der Personenzug riss das Fuhrwerk um. Der Knecht wurde schwer verletzt, die Pferde wurden getötet.
1926 wurde die durch Spenden erbaute Herz-Jesu-Kirche in Bruckmühl durch Kardinal Michael von Faulhaber eingeweiht. Erst 1939 wurde der Altar eingebaut. 1929 erhielt die Gemeinde ihr eigenes Schulhaus. Am 31. März 1948 erfolgte die Umbenennung der Gemeinde Kirchdorf am Haunpold in Bruckmühl. Am 10. Oktober 1954 wurde die evangelische Kirche eingeweiht. 1964 erfolgte die Erhebung zum Markt. Bei der Gebietsreform wurde 1972 die bisher zum Landkreis Bad Aibling gehörige Gemeinde Bruckmühl dem nun vergrößerten Landkreis Rosenheim zugeschlagen.

### Eingemeindungen
Am 1. Januar 1975 schloss sich die Gemeinde Holzham freiwillig Bruckmühl an. Die Gemeinde Götting wurde im Rahmen der Gebietsreform in Bayern am 1. Mai 1978 eingemeindet.

### Einwohnerentwicklung
Zwischen 1988 und 2018 wuchs der Markt von 12.871 auf 16.534 um 3.663 Einwohner bzw. um 28,5 %.

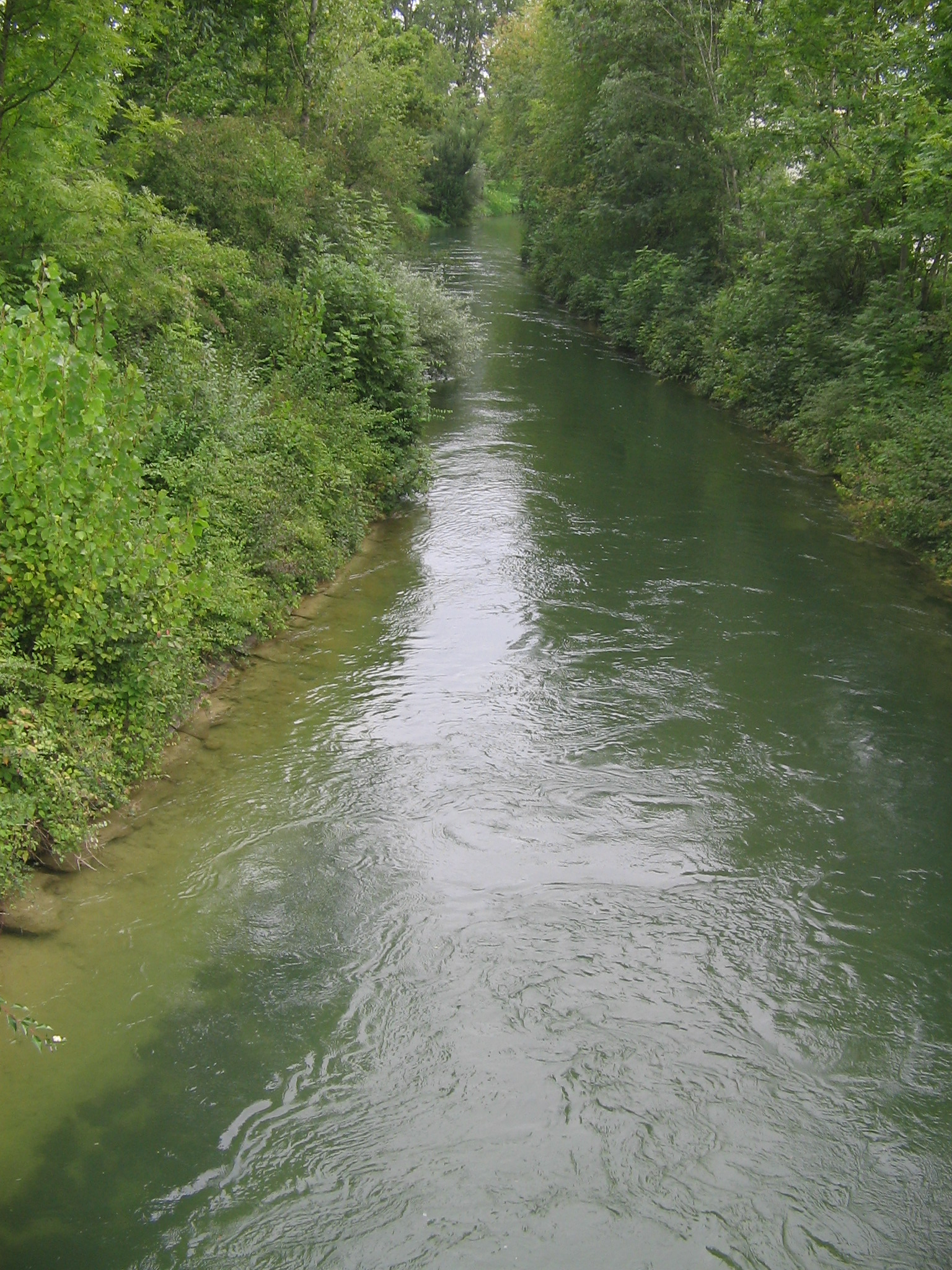
Werkskanal

## Politik

### Marktgemeinderat
24 ehrenamtliche Gemeinderäte bilden zusammen mit dem hauptamtlichen Bürgermeister den Marktgemeinderat von Bruckmühl.
|                 | 2020 | 2014 | 2008 | 2002 |
| --------------- | ---- | ---- | ---- | ---- |
| Sitze insgesamt | 24   | 24   | 24   | 24   |
| CSU/PW          | 12   | 12   | 13   | 16   |
| Grüne           | 5    | 4    | 2    | –    |
| SPD             | 2    | 3    | 3    | 4    |
| ÜWG             | –    | 1    | 3    | 4    |
| OLB 1           | 3    | 2    | 3    | –    |
| BP              | 2    | 2    | -    | –    |

### Bürgermeister
- 1876–1903: Josef Kleinmaier, Högling
- 1903–1909: Sebastian Stahuber, Högling
- 1909–1933: Georg Huber, Noderwiechs
- 1933–1944: Johann Wöstner, Bergham
- Im Nachkriegsjahr 1945 amtierten sechs Bürgermeister.
- 1946–1960: Sebastian Grandauer, Maxhofen
- 1960–1966: Johann Scheibmaier, Bruckmühl
- 1966–1971: Vigil Huber, Noderwiechs
- 1971–1993: Karl Puff, Bruckmühl
- 1993–1999: Eduard Bergmüller, Bruckmühl
- 1999–2014: Franz Xaver Heinritzi, Bruckmühl
- seit 2014: Richard Richter, Bruckmühl

### Wappen
| | Blasonierung: „In Rot eine silberne Brücke, darüber ein waagrechtes silbernes Bockshorn, darunter ein silberner Mühlstein.“ |
| Wappenbegründung: Der Name Bruckmühl (vormals Pruckmil) leitet sich aus zwei wesentlichen auch im Wappen sichtbaren Besonderheiten der Gemeinde ab. Es handelt sich dabei einmal um die stilisierte Brücke (Bruck) und des Weiteren um das ebenfalls erkennbare Mühlrad (mühl). Beides geht auf historische Begebenheiten zurück, nämlich die Tatsache, dass an der Siedlungsstelle der Gemeinde schon früh eine Brücke über die Mangfall bestand und dieser Fluss zum Betrieb einer Mühle genutzt wurde. Das Bockshorn ist dem Adelswappen der Herren von Holnstain entlehnt. Dieses Gemeindewappen wird seit 1952 geführt. | |

### Gemeindepartnerschaften
Bruckmühl unterhält eine Partnerschaft mit der niederösterreichischen Stadt Bruck an der Leitha. Die Partnerschaft wurde am 13. September 1974 begründet.

## Kultur und Sehenswürdigkeiten

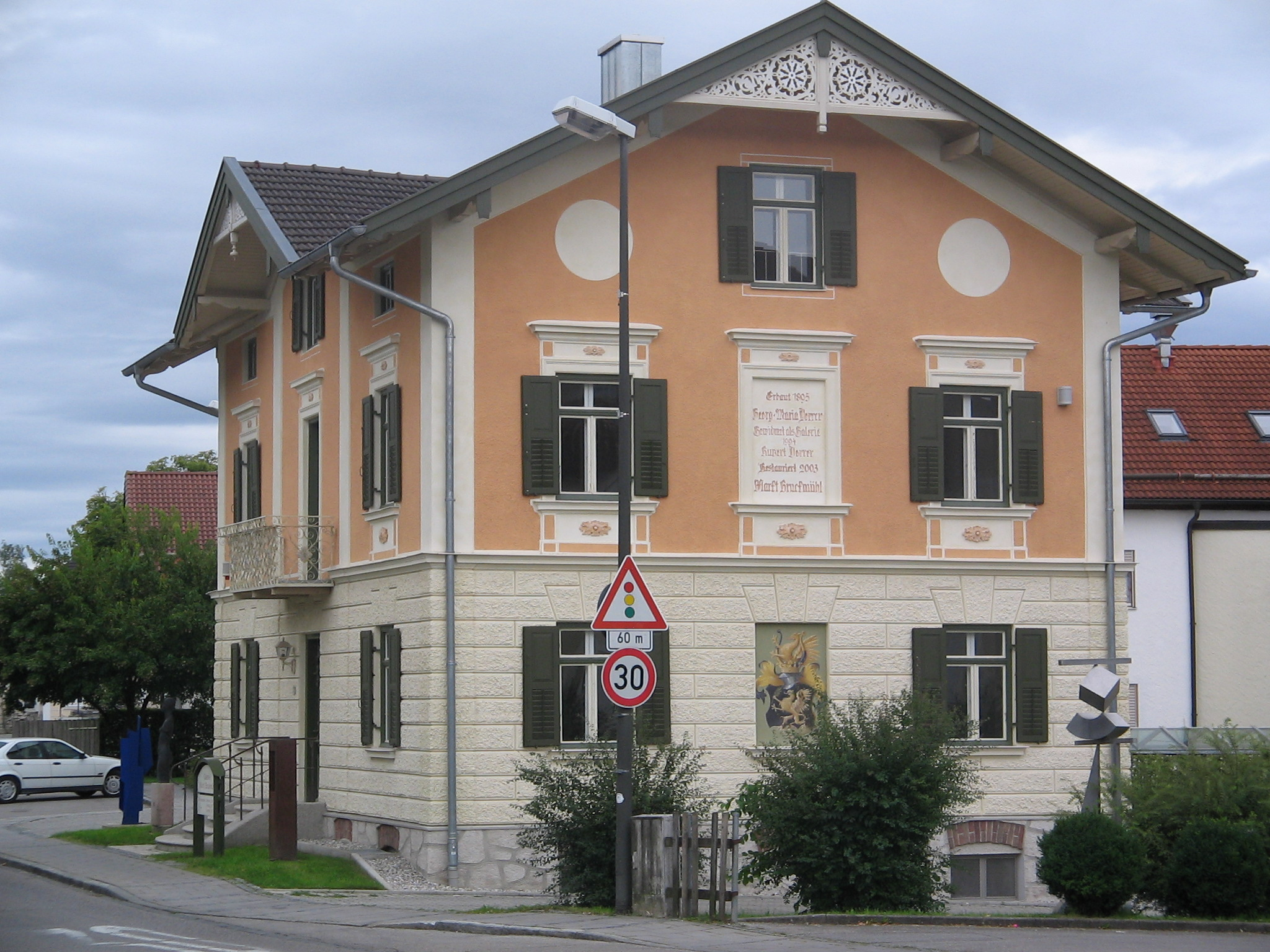
Galerie Bruckmühl

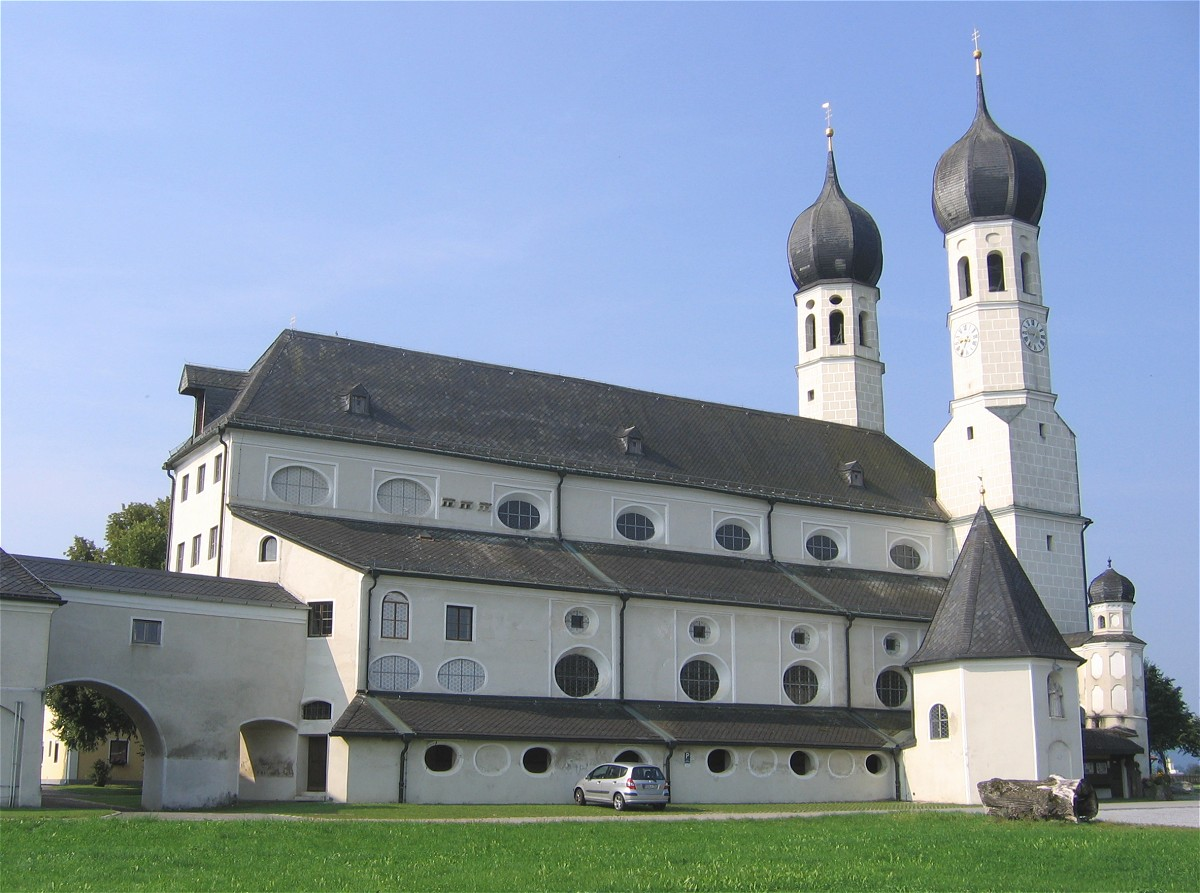
Wallfahrtskirche in Weihenlinden

### Museen und Archive
- Galerie Markt Bruckmühl
- Tierkundemuseum
- Volksmusikarchiv des Bezirks Oberbayern

### Naturdenkmäler
- 1000-jährige Linde in Högling[12]

### Bauwerke

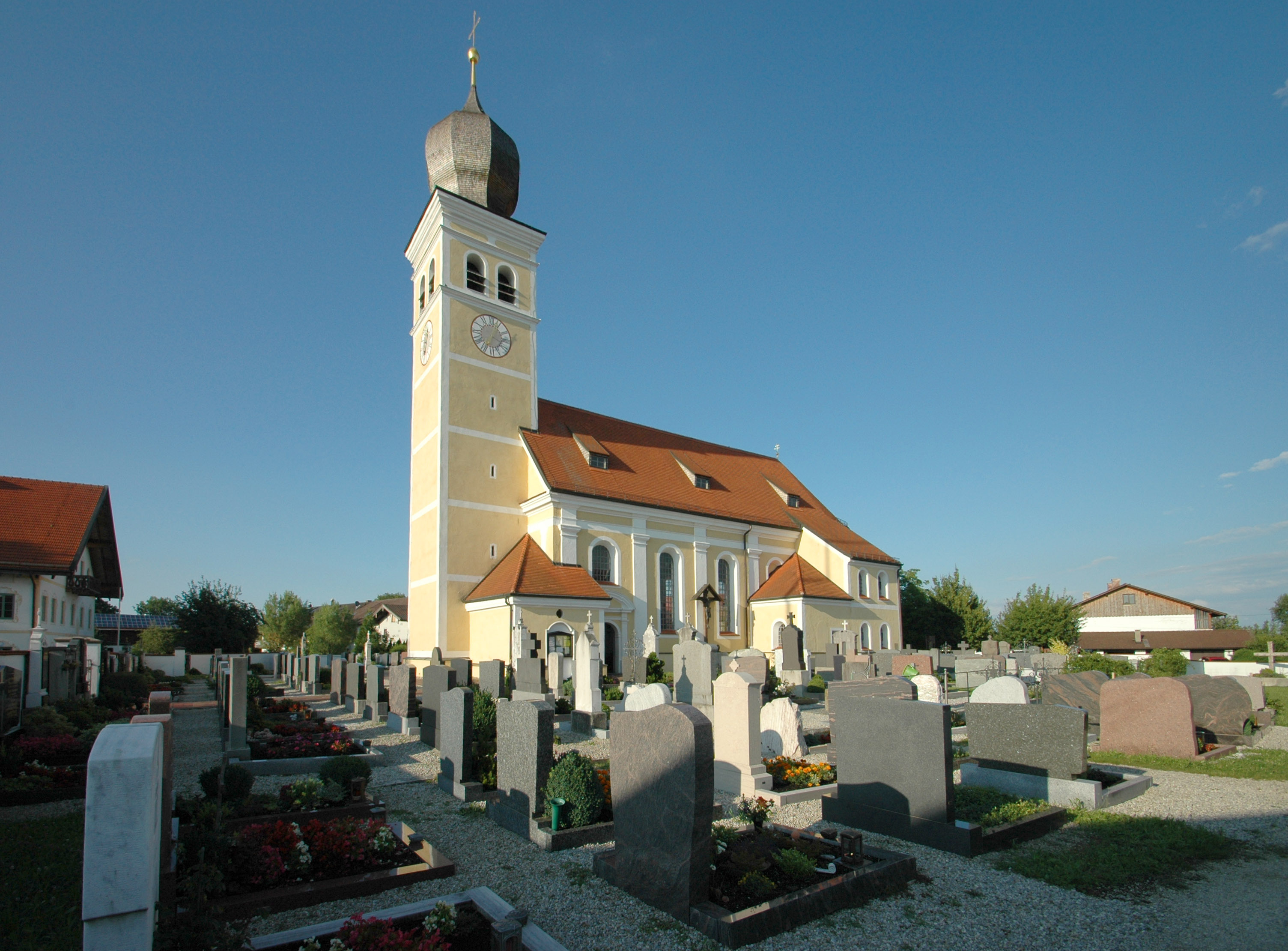
St. Michael (Götting)

- Im Jahre 1860 wurde auf dem Bruckberg eine Villa im Stil des Historismus erbaut. Oscar Schanzenbach, der Leibarzt von König Ludwig II. ließ diese für sich errichten. Später wohnten dort die Familien Neuhaus und von Brück. Heute gehört die Villa der Familie Greither. 1880 wurde der alte Marktbrunnen aus Bad Aibling in die Villa gebracht. Bei Ausgrabungen im Hof der Villa Schanzenbach fand man römische Münzen.
- 1956 wurde das neue Rathaus fertiggestellt. Am 22. April 1956 fand die Einweihung statt. 1983 wurde an das bestehende Gebäude der Nordflügel angebaut.
- Wallfahrtskirche Hl. Dreifaltigkeit in Weihenlinden, errichtet 1653–1657
- Ehemalige Pfarrkirche St. Martin in Högling
- 1925–1926 wurde die Pfarrkirche Herz-Jesu erbaut.
- Pfarrkirche St. Michael in Götting
- Ehemalige Burganlage (derer von Holnstain) im Bereich des Ortsteiles Bergham
- Ehemalige Anlage der Stiegelburg bei Unterstaudhausen
- Salus-Auwald-Biotop (Naturlehrpfad entlang der Mangfall)
- In der Neenah-Gessner-Papierfabrik wurden Teile des Fernsehfilms Pfarrer Braun: Brauns Heimkehr gedreht.

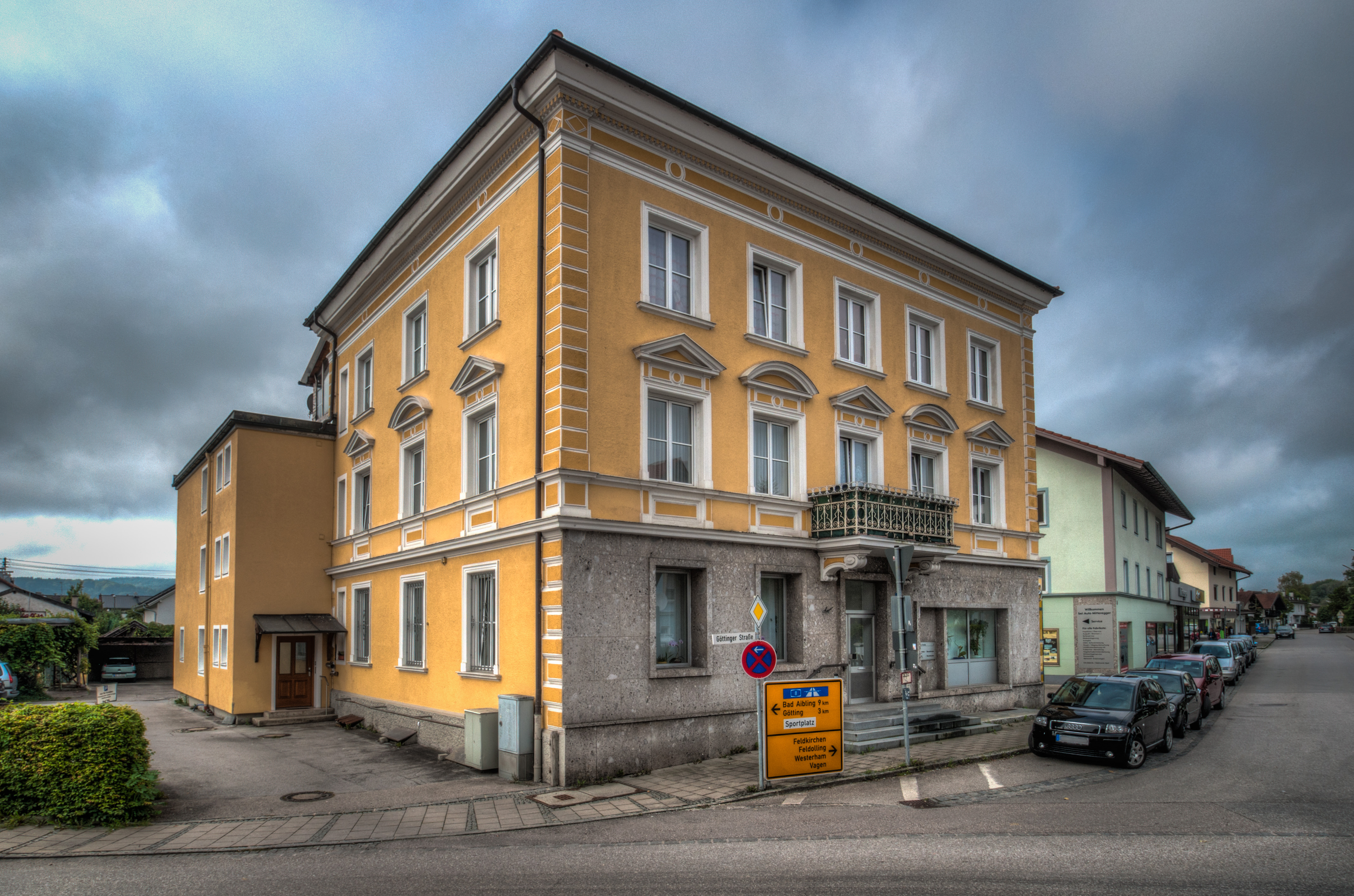
Böhmerhaus

#### Bauten von Peter Missoni
Der italienische Architekt Peter Missoni trug in den frühen Jahren von Bruckmühl um 1900 viel zum Aufbau der Gemeinde bei. Gebäude wie das Gasthaus Thurmaier (heute Brückenwirt), die Thurmaier-Villa, das Dorrerhaus (heute Galerie Markt Bruckmühl), das Stuckenhaus (ehem. Kloster der Armen Schulschwestern) sowie der alte Pfarrhof waren Werke von Missoni.
Er war gleichzeitig Architekt und Bauleiter, weshalb bei der Errichtung der stilistisch auffälligen Gebäude hauptsächlich italienische Gastarbeiter beschäftigt wurden. Missoni arbeitete in der Tradition seines Vaters, der in Bruckmühl ebenfalls Architekt war.

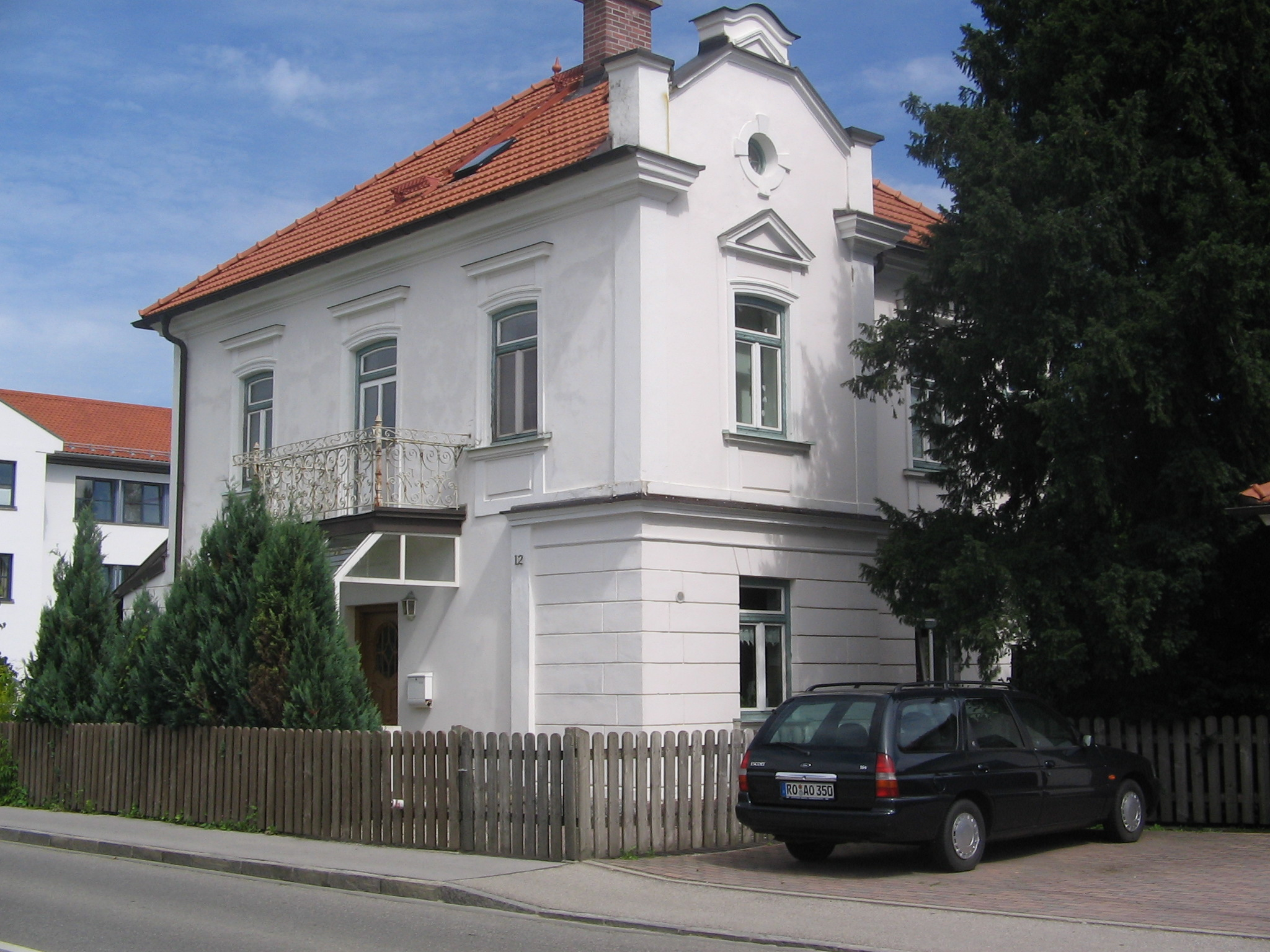
Ehemaliger Pfarrhof

Eines der interessantesten Bauwerke Bruckmühls dürfte das Böhmerhaus sein, das ebenfalls von Missoni entworfen wurde. Jakob Böhmer, der Erbauer des Hauses, beschloss, ein sehr massives Haus zu bauen, um so die Fluten der Mangfall bei Hochwasser nahezu unbeschadet zu überstehen. Das Haus ist nahezu quadratisch und zeigt viele Stilelemente der Renaissance. Deutlich erkennt man auch die klassische Formengliederung. Ganz auffällig ist der erste Stock, denn dieser wurde von außen sehr prunkvoll verziert. Es war auch die edle Etage (piano nobile). Die Abwechslung der dreiecks- und bogenförmigen Fenstergiebel verleihen dem Haus einen einmaligen Wiedererkennungswert. Mit einer aufwendigen Attika schließt die Fassade unter dem Dach ab. Damals war in dem Haus eine königlich-bayerische Gendarmeriestation. Vor ein paar Jahren wurde das Haus von außen restauriert und dient nun als Mehrfamilienhaus.

### Regelmäßige Veranstaltungen
- Volksfest, seit 1952 jährlich gefeiert. Beginn: immer zweiter Freitag im Juli. Dauer: zehn Tage
- Bruckmühler Radsportnacht, jährlich von 1991 bis 2009. Ab 2016 wieder.
- Bruckmühler Bürgerfest im Sommer, jährlich seit 2011
- Fest der Brucker Bullen (Sonnenwiechs), jährlich

## Wirtschaft und Infrastruktur
Der Wirtschaftsraum Bruckmühl wurde aufgrund der verkehrsgünstigen Lage früh für die Ansiedlung von Industriebetrieben entdeckt. Entscheidenden Einfluss auf diese Entwicklung hatte die Gründung der BWB durch die Bayerische Wolldeckenfabrik Weiler, Bauer & Co., die das Werk im Jahre 1904 erwarb und ab 1913 Bayerische Wolldeckenfabrik Bruckmühl (über 800 Angestellte nach dem Zweiten Weltkrieg) nannte. Bis in die 1980er Jahre wurden dort unter anderem die Decken für die Bundeswehr produziert. Nicht weniger bedeutend war die Ansiedlung der Chemischen Fabrik Heufeld, die 1858 gegründet wurde, dem heutigen Clariant in Heufeld. Heute werden hier technische Katalysatoren hergestellt.
Der Bau des Leitzachwerks erfolgte zwischen 1911 und 1913. Der Werkskanal der Mangfall wurde bereits 1908 erbaut; das Turbinenhaus im Jahr 1911.
Im Ortszentrum (an der Stelle, an der früher die Mühle zu Bruck stand) befindet sich der Hauptsitz der weltweit bekannten Firma Salus, die sich auf pflanzliche Arzneimittel und Tees spezialisiert hat. Nicht weit entfernt davon liegt die Papierfabrik Neenah Gessner (vorm. Fibermark Gessner, davor: Steinbeis Gessner), Teil des amerikanischen Konzerns Neenah Paper, der mit seinen technischen Spezialpapieren weltweiter Marktführer ist und Industriekunden auf allen Kontinenten beliefert. Nicht unerwähnt sollte der Standort der Firma Fritzmeier sein, die 1972 in die bestehenden Fabrikgebäude einer Tuchfabrik in Hinrichssegen zog.
Im Oktober 2014 wurde das Mangfall-Center eröffnet. In diesem Nahversorgungszentrum sind ein Discounter, ein Vollsortimenter sowie mehrere kleinere Läden und ein Fitnesscenter untergebracht.

### Öffentlicher Nahverkehr
- Schienenverkehr: Bruckmühl liegt an der Mangfalltalbahn (Bahnstrecke Rosenheim – Holzkirchen) und hat vier Bahnhöfe im Gemeindegebiet, in den Ortsteilen Bruckmühl, Heufeldmühle, Heufeld und Hinrichssegen.
- Busverkehr: Bruckmühl ist mit zwei Buslinien an den Regionalverkehr Oberbayern angeschlossen. Durch die Linien 9581 und 9582 bestehen Verbindungen nach Bad Aibling, Feldkirchen-Westerham und Aying.

### Ansässige Unternehmen

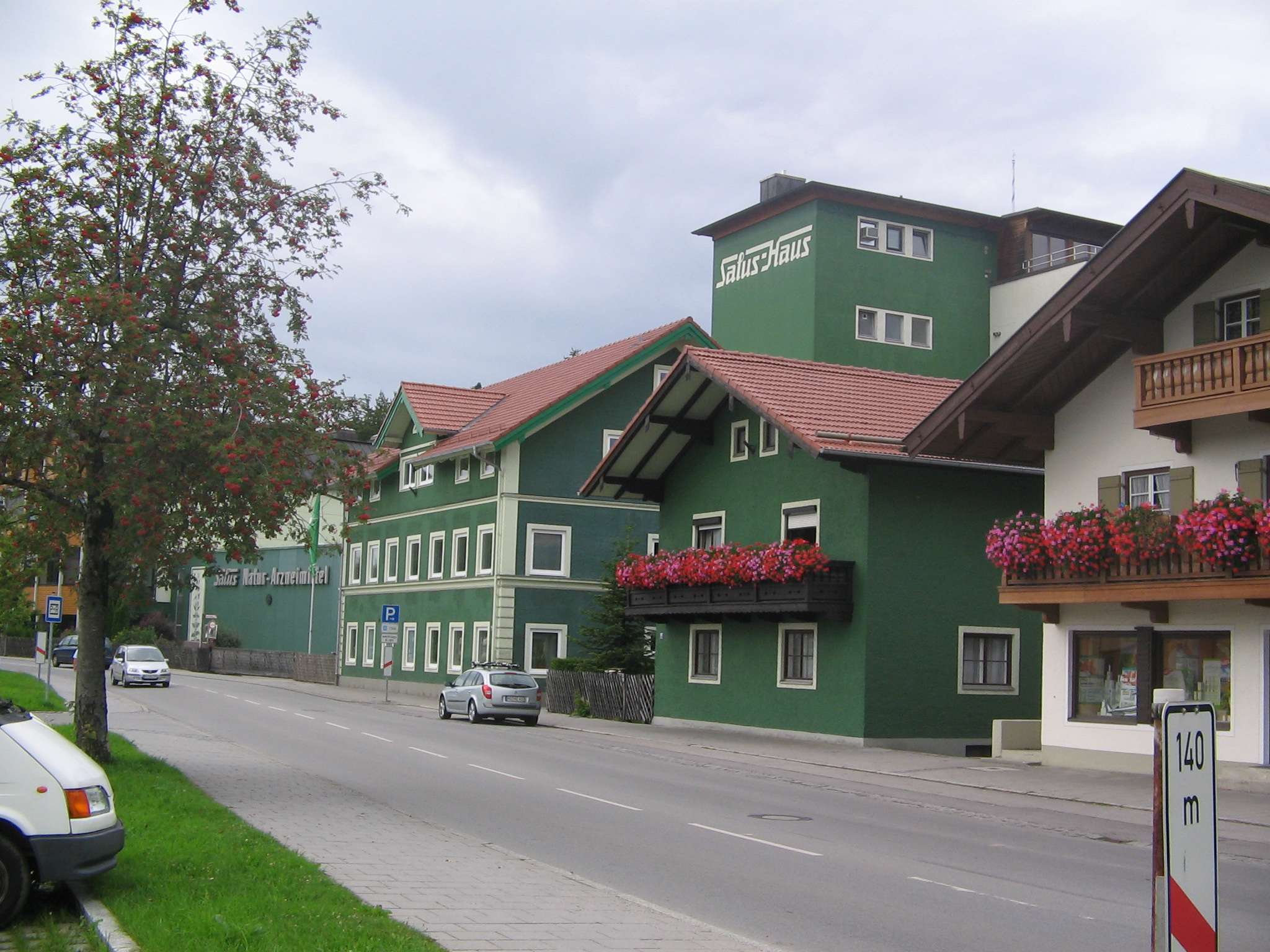
Salus

- Neenah Gessner (Spezialpapiere), ehemalig FiberMark Gessner
- TVI Entwicklung & Produktion GmbH
- Fachklinik Bruckmühl für Geriatrische Rehabilitation
- Orgelbau Frenger und Eder Orgelbau, bis 2015 Frenger & Eder
- AdPhos Innovative Technologies GmbH
- Fritzmeier Composite (Kunststoffverarbeitung)
- Salus (pflanzliche Arzneimittel)
- Clariant AG, ehemalig Süd-Chemie AG (Katalysatoren)
- Heizkraftwerk Kirchdorf
- Gema-Technik GmbH

### Bildung

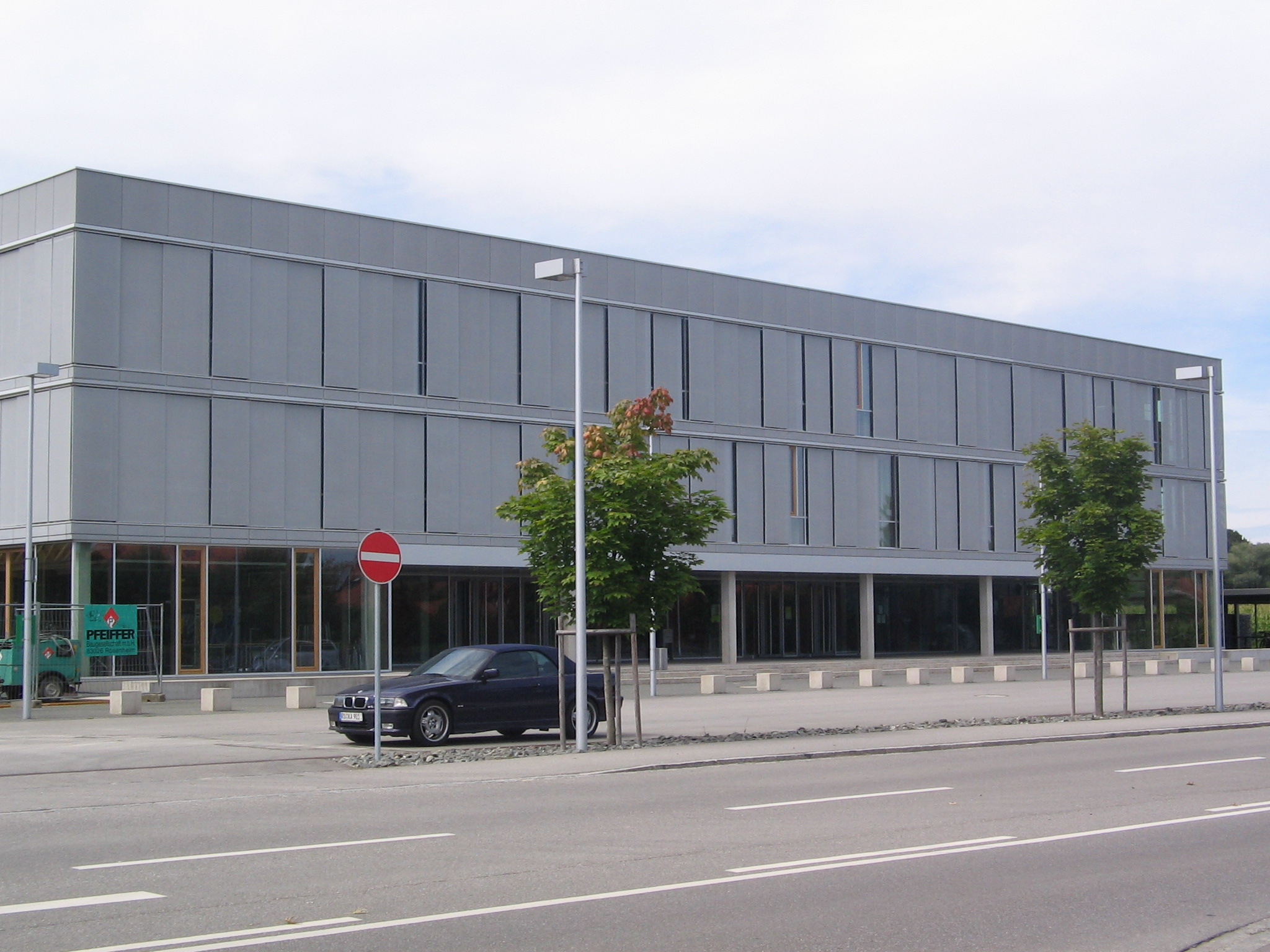
Gymnasium

- Gymnasium Bruckmühl (Naturwissenschaftlich-technologisches und Sprachliches Gymnasium), seit September 2003
- Holnstainer-Volksschule Bruckmühl
- Justus-von-Liebig-Schule Heufeld
- Staatliche Realschule Bruckmühl
- Volksschule Götting (einzügig, vier Klassen)
- 12 Kindergärten
- Volkshochschule Bruckmühl

### Sonstige Einrichtungen
Altenheim, Bücherei, Familienzentrum, Kompostierungsanlage des Landkreises, Klärwerk, Schwimmbad, Wasserwerk und Wertstoffsammelstelle, Freiwillige Feuerwehr Bruckmühl.

## Töchter und Söhne der Gemeinde
- Eleonore Baur (1885–1981), Nationalsozialistin und persönliche Freundin Adolf Hitlers
- Oskar Kaul (1885–1968), Musikwissenschafts-Professor in Würzburg
- Georg Hangl (1889–1945), wurde kurz vor Ende des Zweiten Weltkrieges von der SS ermordet
- Gerhard Finckh (* 1952), Kunsthistoriker
- Knut Unertl (1952–2023), Oboist und Musikpädagoge
- Robert Lechner (* 1967), Radrennfahrer
- Michael Niedermeier (* 1990), Weltmeister Kunstradfahren

## Ehrenbürger
- Josef Völkl, (Gründer der Siedlung Waldheim) Ehrenbürgerschaft verliehen am 19. November 1951
- Dr. Wilhelm Glasser, (Chefarzt des ehem. Krankenhauses) Ehrenbürgerschaft verliehen am 24. April 1953
- Direktor Albert Mayer, (ehem. Wolldeckenfabrik) Ehrenbürgerschaft verliehen am 21. Mai 1954
- Pfarrer Georg Stuhlreiter, Ehrenbürgerschaft verliehen am 27. Mai 1955
- Sebastian Grandauer, ehem. Bürgermeister, Ehrenbürgerschaft verliehen 22. Dezember 1970
- Hermann Steinbeis, Ehrenbürgerschaft verliehen am 2. Dezember 1976
- Pfarrer Sebastian Loidl, Ehrenbürgerschaft verliehen 26. Juli 1979
- Pfarrer Alois Namberger, Ehrenbürgerschaft verliehen am 23. Juni 1983
- Karl Puff, (Bürgermeister), Ehrenbürgerschaft verliehen am 13. April 1994
- Georg Stempfle, (Zweiter Bürgermeister), Ehrenbürgerschaft verliehen am 18. Dezember 1997
- Otto Greither (Salus-Haus), Ehrenbürgerschaft verliehen am 21. Dezember 2000
- Eduard Bergmüller, (Bürgermeister), Ehrenbürgerschaft verliehen am 21. Dezember 2000
- Franz X. Heinritzi, (Bürgermeister), Ehrenbürgerschaft verliehen am 18. Dezember 2014
- Anton Stahuber, Ehrenbürgerschaft verliehen am 14. Dezember 2023